# Tournoi de tennis de Laguna Niguel
Le tournoi de Laguna Niguel (Californie, États-Unis) est un tournoi de tennis professionnel masculin du circuit des Grand Prix.
La seule édition du tournoi a été organisée en 1977 sur surface dure en extérieur et remportée par Andrew Pattison en simple.

## Palmarès messieurs

### Simple
| No | Date       | Nom et lieu du tournoi               | Catégorie | Dotation | Surface    | Vainqueur       | Finaliste    | Score         |  |
| -- | ---------- | ------------------------------------ | --------- | -------- | ---------- | --------------- | ------------ | ------------- |  |
| 1  | 14-09-1977 | Laguna Niguel Classic, Laguna Niguel |           | 19 500 $ | Dur (ext.) | Andrew Pattison | Colin Dibley | 2-6, 7-6, 6-4 |  |

### Double
| No | Date       | Nom et lieu du tournoi               | Catégorie | Dotation | Surface    | Vainqueurs               | Finalistes                | Score    |  |
| -- | ---------- | ------------------------------------ | --------- | -------- | ---------- | ------------------------ | ------------------------- | -------- |  |
| 1  | 14-09-1977 | Laguna Niguel Classic, Laguna Niguel |           | 19 500 $ | Dur (ext.) | Chico Hagey Billy Martin | Peter Fleming Trey Waltke | 6-3, 6-4 |  |